# Campeonato Goiano 1944
In 1944 werd het allereerste Campeonato Goiano gespeeld voor voetbalclubs uit Braziliaanse staat Goiás. De competitie werd georganiseerd door de FGF en werd gespeeld van 9 juli tot 19 november. Atlético werd kampioen.

## Eindstand
| Plaats | Club                | Wed. | W | G | V | Saldo | Ptn. |
| ------ | ------------------- | ---- | - | - | - | ----- | ---- |
| 1.     | Atlético Goianiense | 4    | 4 | 0 | 0 | 23:4  | 8    |
| 2.     | Goiânia             | 4    | 3 | 0 | 1 | 15:6  | 6    |
| 3.     | Goiás               | 4    | 1 | 1 | 2 | 11:5  | 3    |
| 4.     | Vila Nova           | 4    | 1 | 1 | 2 | 4:16  | 3    |
| 5.     | Campinas            | 4    | 0 | 0 | 4 | 3:25  | 0    |

|  | Kampioen |

## Kampioen
| Campeonato Goiano de 1944    |
| Goiás                        |
| ---------------------------- |
| ATLÉTICO Kampioen (1° titel) |